# Point Route (émission de télévision)

Point Route était une émission de télévision française, diffusée de septembre 1993 au 2 avril 2016 sur France 2. Elle était le bulletin d'informations en temps réel sur la circulation routière et en partenariat avec Bison futé.

## Histoire
Après Info Route avec Véronique Touyé sur La Cinq, Trafic Infos avec Alain Gillot-Pétré sur TF1, c'est en septembre 1993 qu'arrive le premier Point Route sur France 2 ; un bulletin d'informations routières présenté par Valérie Maurice.
Le 5 novembre 1998, c'est juste après un spot Darty (météo) qui viendra le spot d'Azur Assurance, un nouveau générique, nouvelle formule et nouvelle carte dans le bulletin.
En 2002, Julien Pascal rejoint Valérie Maurice dans l'émission.
Toujours en 2002, le logo de France 2 (2002-2008) fait comme apparition dans le générique.
Point Route est intégrée comme rubrique dans Télématin et en quotidienne (du lundi au vendredi) à 6 h 30 et 7 h jusqu'en 2016.
En janvier 2004, Étienne Jacquemard rejoint le bulletin.
Toujours en 2004, Point Route se dote d'un nouveau logo mais les cartes, le générique et la formule n'ont pas encore changées.
En juillet 2005, c'est pendant un plantage du Tour de France 2005 que le générique a été diffusée pendant le breakfiller sur France 2.
Toujours en 2005, Point Route est intégrée sur l'application mobile Galery. 2 ans plus tard, en 2007, elle est intégrée par SMS. 
À partir de septembre 2006, générique charcuté, nouvel habillage, nouvelle formule et nouvelle carte. Mais surtout aussi nouveau présentateur car, c'est Philippe Salciccia qui rejoindra l'équipe des présentateurs du bulletin trafic d'informations routière. Il quittera cependant la présentation en 2007.
Le 25 décembre 2007, à l’occasion de Noël, Point Route se dotera cette fois-ci d'un nouveau générique, d'un nouvel habillage et de nouvelles cartes. Le format est en 16/9ème. 2 ans plus tard, le générique de Point Route possède une nouvelle version sonore; David Lefort rejoint l'équipe des présentateurs de Point Route.
Le 7 septembre 2012, un grand plantage s'est produit dans le bulletin. Cartes en gros plans et plateau cafouillant entre le panneau qui suit le générique et la partie du décor (gros plan). Valérie Maurice, quant à elle, est présente ce jour-là sur le plateau, avant d'être en voix-off. Le décor virtuel était plus grand et décalé. À la fin du bulletin, Valérie Maurice était de retour en plateau, mais les graphiques passaient par-dessus la présentatrice. France 2 s’excusera pour ce gros problème technique survenu à l'antenne.
Le 2 avril 2016, Point Route s'arrête pour économies budgétaires. Valérie Maurice reprendra le service météo de France 2. Les 3 autres, Julien Pascal, Étienne Jacquemard et David Lefort quitteront la chaîne. Depuis, plus aucune information routière sur France Télévisions. TF1, elle, continue en tout cas le bulletin de Trafic Info (n'est plus diffusé aujourd'hui).

## Présentateurs
- 1993-2016 : Valérie Maurice
- 2002-2016 : Julien Pascal
- 2006-2007 : Philippe Salciccia
- janvier 2004 - 2016 : Étienne Jacquemard
- 2009-2016 : David Lefort

## Diffusion
Elle était diffusée du lundi au vendredi 6 h 30 et 7 h dans Télématin, le vendredi à 9 h (également dans Télématin), à 13 h 50 et 18 h 10, le samedi à 12 h 45 et le dimanche à 14 h 50.